# Agonita decemmaculata
Agonita decemmaculata es un coleóptero de la familia Chrysomelidae.
Fue descrita científicamente por primera vez en 1900 por Kraatz.